# Gelgjutangi
Gelgjutangi är en udde i republiken Island.   Den ligger i regionen Höfuðborgarsvæði, i den sydvästra delen av landet, 3 km öster om huvudstaden Reykjavík.
Terrängen inåt land är lite kuperad. Havet är nära Gelgjutangi åt nordväst. Runt Gelgjutangi är det tätbefolkat, med 397 invånare per kvadratkilometer. Närmaste större samhälle är Reykjavík, 2,9 km väster om Gelgjutangi. I omgivningarna runt Gelgjutangi växer i huvudsak barrskog.